# Ronna Riva
Ronna Riva este o cântăreață, compozitoare și actriță română, originară din Constanța. Activă în industria muzicală din 2015, Ronna Riva este cunoscută pentru combinațiile sale muzicale care îmbină stiluri pop, dance și influențe etnice.

## Biografie și începuturi
Ronna Riva a urmat inițial o carieră în domeniul farmaceutic, încurajată de familia sa. În 2015, a decis să se dedice muzicii, lăsând în urmă profesia de farmacist.

## Carieră muzicală

### Debut
Ronna Riva a debutat în 2015 cu piesa „Morenita”, care combină influențe latine și etnice cu sunete pop moderne.

### Lansări ulterioare
În 2022, a lansat piesa „Lalalove”, un single pop-dance cu influențe orientale.
În 2023, a urmat o serie de piese care au consolidat prezența ei în industrie:
- „Alo” – prima piesă în limba română, filmată în Barcelona;[4]
- „Lost in Your Eyes” – baladă romantică;[5]
- „Mon Ami” – piesă bilingvă, în franceză și engleză;[6]
- „Rapid 100” – imn dedicat echipei de fotbal Rapid București.[7]

### Activitate recentă (2024–2025)
În 2025, Ronna a lansat:
- „Păcat cu tine” – o piesă emoțională în limba română;
- „Am fost” – colaborare cu Tostogan’s, abordând teme de nostalgie.[8]

## Carieră actoricească
Ronna Riva a apărut pentru prima oară ca actriță în videoclipul piesei „Follow” (2022), în colaborare cu Cezar Alexa.
În 2025, este așteptată să debuteze în cinema cu filmul Dragoste fără cuvinte'.

## Stil muzical
Stilul Ronnăi Riva este caracterizat de o fuziune între muzică pop, dance, etnică și latino, accentuat de videoclipuri vizuale cu impact. A colaborat adesea cu regizori precum Silviu Mindroc și Mokhtar Khaled.

## Discografie selectivă
- „Morenita” (2015)
- „Lalalove” (2022)
- „Follow” (2022)
- „Alo” (2023)
- „Lost in Your Eyes” (2023)
- „Mon Ami” (2023)
- „Rapid 100” (2023)
- „Am fost” (2025)
- „Păcat cu tine” (2025)